# 프리츠커상
프리츠커 건축상(영어: Pritzker Architecture Prize)은 하얏트 재단이 수여하는 상으로, 현존하는 건축 분야의 상 가운데 가장 큰 권위를 지닌 것으로 평가받는다. "건축예술을 통해 재능과 비전, 책임의 뛰어난 결합을 보여주어 사람들과 건축 환경에 일관적이고 중요한 기여를 한 생존한 건축가"에게 수여되며, 1979년 제이 프리츠커(Jay A. Pritzker)가 만든 이래 프리츠커 가문이 운영을 맡아왔다.
국적, 인종, 종교, 이데올로기와는 관계 없이 주어진다. 또한 건축적 작업을 이루기 위해 들어간 양질의 혁신성과 건축적 사고의 훌륭함이 심사 기준이 된다. 건설 기술의 적절한 사용에 대한 기여도 역시 중요 요건이다.
수상자는 100,000 미국 달러와 루이스 설리번이 디자인한 청동 메달을 받게 된다. 프리츠커상은 수상자 선정 과정이 노벨상과 유사하기 때문에 때때로 "건축계의 노벨상"으로도 불린다.

## 수상자 명단
| 연도 | 수상자                            | 국적                |
| ---- | --------------------------------- | ------------------- |
| 1979 | 필립 존슨                         | 미국                |
| 1980 | 루이스 바라간                     | 멕시코              |
| 1981 | 제임스 스털링                     | 영국                |
| 1982 | 케빈 로시                         | 아일랜드 / 미국     |
| 1983 | 이오 밍 페이                      | 미국                |
| 1984 | 리처드 마이어                     | 미국                |
| 1985 | 한스 홀라인                       | 오스트리아          |
| 1986 | 고트프리트 뵘                     | 서독                |
| 1987 | 단게 겐조                         | 일본                |
| 1988 | 고든 번샤프트 오스카르 니에메예르 | 미국 브라질         |
| 1989 | 프랭크 게리                       | 캐나다 / 미국       |
| 1990 | 알도 로시                         | 이탈리아            |
| 1991 | 로버트 벤투리                     | 미국                |
| 1992 | 알바루 시자 비에이라              | 포르투갈            |
| 1993 | 마키 후미히코                     | 일본                |
| 1994 | 크리스티앙 드 포르트장파르크      | 프랑스              |
| 1995 | 안도 다다오                       | 일본                |
| 1996 | 라파엘 모네오                     | 스페인              |
| 1997 | 스베레 펜                         | 노르웨이            |
| 1998 | 렌초 피아노                       | 이탈리아            |
| 1999 | 노먼 포스터                       | 영국                |
| 2000 | 렘 콜하스                         | 네덜란드            |
| 2001 | 헤르초크 & 드 뫼롱                | 스위스              |
| 2002 | 글렌 머컷                         | 오스트레일리아      |
| 2003 | 예른 웃손                         | 덴마크              |
| 2004 | 자하 하디드                       | 이라크 / 영국       |
| 2005 | 톰 메인                           | 미국                |
| 2006 | 파울루 멘데스 다 로샤             | 브라질              |
| 2007 | 리처드 로저스                     | 영국                |
| 2008 | 장 누벨                           | 프랑스              |
| 2009 | 페터 춤토르                       | 스위스              |
| 2010 | 세지마 가즈요 니시자와 류에       | 일본                |
| 2011 | 에두아르두 소투 드 모라           | 포르투갈            |
| 2012 | 왕수                              | 중화인민공화국      |
| 2013 | 이토 도요오                       | 일본                |
| 2014 | 반 시게루                         | 일본                |
| 2015 | 프라이 오토                       | 독일                |
| 2016 | 알레한드로 아라베나               | 칠레                |
| 2017 | RCR 건축                          | 스페인              |
| 2018 | 발크리시나 도시                   | 인도                |
| 2019 | 이소자키 아라타                   | 일본                |
| 2020 | 이본 패럴, 셸리 맥너마라          | 아일랜드            |
| 2021 | 안 라카통, 장필리프 바살          | 프랑스              |
| 2022 | 프란시스 케레                     | 부르키나파소 / 독일 |
| 2023 | 데이비드 치퍼필드                 | 영국                |
| 2024 | 야마모토 리켄                     | 일본                |
| 2025 | 류자쿤                            | 중화인민공화국      |